# إفيونغ أوكون
إفيونغ أوكون (بالإنجليزية: Effiong Okon)‏ (مواليد 22 مايو 1985) هو ملاكم نيجيري، مثّل بلاده في الألعاب الأولمبية الصيفية 2004.

## روابط خارجية
إفيونغ أوكون على موقع أوليمبيديا (الإنجليزية)